# 欧洲极东时间
| 淺藍 | 欧洲西部时间／格林尼治標準時間（UTC）                       |
| 藍色 | 欧洲西部时间／格林尼治標準時間（UTC）                       |
| 藍色 | 欧洲西部夏令时间／英国夏令时／愛爾蘭標準時間（UTC+1）       |
| 紅色 | 欧洲中部时间（UTC+1）                                       |
| 紅色 | 欧洲中部夏令时间（UTC+2）                                   |
| 黃色 | 欧洲东部时间／加里宁格勒时间（UTC+2）                       |
| 金色 | 欧洲东部时间（UTC+2）                                       |
| 金色 | 欧洲东部夏令时间（UTC+3）                                   |
| 淺綠 | 歐洲极东時間／莫斯科时间／土耳其時間（UTC+3）               |
| 青綠 | 亞美尼亞時間／亞塞拜然時間／喬治亞時間／薩馬拉時間（UTC+4） |

欧洲极东时间（英語：Further-eastern European Time）是一个欧洲时区，比协调世界时快3个小时。截至2016年9月，白俄罗斯、俄罗斯西部及土耳其都使用这个时区，分别称其为明斯克时间、莫斯科时间和土耳其时间。该时区最早于2011年10月为俄罗斯加里宁格勒州所创（是为加里宁格勒时间），白俄罗斯之后跟进使用。2014年3月，俄罗斯全国向后拨回一小时，加里宁格勒州改用UTC+2时区，莫斯科改用UTC+3时区。欧洲极东时间同样应用于俄罗斯全国的铁路系统。
除欧洲外，一些非洲国家也采用UTC+3的时区，并称之为东非时间或阿拉伯标准时间。

## 历史
2011年以前，欧洲极东时间等同于欧洲东部时间（UTC+2），夏季使用欧洲东部夏令时间（UTC+3）。该年3月27日起，俄罗斯推行全年夏时制，夏季结束后时钟不再拨回。这令加里宁格勒州全年改用UTC+3时间，造成了该州时间比该州以东国家还靠前的怪现象。9月15日，白俄罗斯效仿俄国更改时区，乌克兰立法机构最高拉达则在9月20日跟进。但不到一个月后的10月18日，乌克兰最高拉达在大众媒体的一片反对声中取消了更改时区的决定。2014年，俄罗斯全国改用冬季时间，实际上是在2011年更改的基础上令全国调慢一小时，使加里宁格勒州重新用回UTC+2时区。摩尔多瓦在德涅斯特河沿岸的飞地曾效仿乌克兰把时区改为极东时间，之后又取消了这一更改。
“欧洲极东时间”一词的英文名称似乎源自对时区信息数据库的研究。